# Fontanna Mozarta w Wiedniu
Fontanna Mozarta zwana także Fontanną Czarodziejskiego fletu (niem. Mozart-Brunnen) – secesyjna fontanna (studnia) w Wiedniu, znajdująca się na Mozartplatz w czwartej dzielnicy (Wieden).
Fontanna Mozarta powstała według projektu Ottona Schönthala, a jej wykonawcą był Carl Wollek. Poświęcona została w roku 1905.
Obydwie nazwy fontanny biorą się stąd, że centralna jej rzeźba przedstawia główną parę bohaterów opery (singspielu) Wolfganga A. Mozarta Czarodziejski flet (KV 620)  księcia Tamina i księżniczkę Paminę. Postaci są ujęte w pozycji stojącej, Tamino gra na tytułowym czarodziejskim flecie, natomiast Pamina, stojąca z tyłu, obejmuje ukochanego lekko opierając się na jego lewym ramieniu.